# Kushima
Kushima (japanska: 串間市   ?, Kushima-shi) är en stad i Miyazaki prefektur i Japan. Staden fick stadsrättigheter 1954.